# Marcel Callo
Marcel Callo (6. prosince 1921, Rennes – 19. března 1945, Mauthausen) byl francouzský římský katolík z města Rennes který sloužil v katolických organizacích – speciálně u Mladých křesťanských dělníků (Jeunesse ouvrière chrétienne - JOC)- věnoval se charitativní práci ve prospěch chudých a komunit obecně. Callo sloužil jako učeň v tiskárně od třinácti let, než se připojil ke katolickým sdružením ve Francii. Během druhé světové války byl nasazen na nucené práce a v roce 1944 jej Gestapo zatklo za jeho křesťanskou činnost. Zemřel v táborech poté, co byl nucen vykonávat dlouhé hodiny práce.
Vzhledem k tomu, že zemřel v drsných táborových podmínkách v oddanosti své víře jej papež Jan Pavel II. blahořečil jako mučedníka dne 4. října 1987.

## Život
Marcel Callo se narodil ve městě Rennes v Bretani 6. prosince 1921 jako druhé z devíti dětí Marcelu Callovi a Felicitě Marii Joséphine; jedním z bratrů byl Jean (který se stal knězem) a sestrou byla Marie Madeleine.
Callo se už jako dítě vyznačoval vůdčími schopnostmi a perfekcionistickým přístupem. Byl známý pro svůj dobrý smysl pro humor, stejně jako pro jeho zálibu v hrách, jako je ping pong a karty.
Navštěvoval řadu škol v Rennes a také sloužil až do svých sedmi let jako ministrant. Callo se stal v roce 1931, ve věku deseti let, skautem a považoval se za něj po zbytek svého života; opustil je ve věku jedenácti let. 1. října 1934, ve věku třinácti let, Callo nastoupil do práce jako učeň v tiskárně v Rennes. Callo se nerad stýkal se spolupracovníky, kteří kleli nebo vyprávěli neslušné příběhy, a spojoval se s ostatními křesťany.
V roce 1935 se připojil k Mladým křesťanským dělníkům, známým také jako Jocisté, které založil Joseph Leo Cardijn (pozdější kardinál). Matka při jedné příležitosti oslovila Calla a zeptala se jej, zda má sklon stát se knězem jako jeho bratr, ale upřímný Callo jí odpověděl: „necítím se povolán ke kněžství; myslím, že dělám více dobra tím, že zůstanu ve světě“.
Po nacistické invazi v roce 1940 podnikal během druhé světové války  se svými přáteli časté cesty na stejné vlakové nádraží, aby pomáhal uprchlíkům, kteří prchali z východní Evropy.
Ve věku 20 let se zasnoubil s Marguerite Derniaux († 1997), ale kvůli válce se pár nikdy nesezdal. Navzdory tomu Derniaux zůstala věrná svému snoubenci. Oba si také stanovili přísné životní pravidlo, které zahrnovalo účast na mších a časté přijímání Eucharistie. V důsledku náletu na Rennes 8. března 1943 zemřela jeho sestra Marie Madeleine na zranění, která utrpěla při bombardování.
Byl nasazen na práce do Německa a jeho původním záměrem bylo uprchnout, ale uvědomil si, že pokud tak učiní, ti, které zanechal doma, budou zatčeni, aby ho donutili k návratu. Zdráhal se, ale souhlasil, že bude sloužit, a když byl odveden, řekl: „neodcházím jako dělník, ale jako misionář ve službách svých společníků“; Callo nastoupil do služby 19. března 1943 a vzal s sebou – což si vždy ponechal – své odznaky jako skaut i člen Jocistů. Dne 19. dubna 1944 zatklo Calla Gestapo kvůli jeho členství u Jocistů, kteří byli vnímáno jako zakázaný a tajný řád. Zatýkající důstojníci řekli Callovi, že byl zatčen, protože je „příliš katolík“ a je považován za hrozbu nacistickému režimu. Dne 7. října 1944 byl poslán do Gothy a poté do koncentračního tábora Flossenbürg; odtud byl převezen do táborů Gusen I a II spadající pod koncentrační tábor Mauthausen v Rakousku. Právě tam byl Callo podroben přísné nucené práci na celkem dvanáct hodin, kde byl také týrán a bit.
Na úsvitu 19. března 1945 zemřel po nakažení tuberkulózou a směsicí dalších onemocnění, jako je úplavice. Byl pohřben v hromadném hrobě za zdmi tábora a jeho ostatky nebyly nikdy vyzvednuty. Plukovník Tibodo, který viděl tisíce umírat v táborech, byl svědkem Callova skonu a s dojetím o tom řekl: „Marcel vypadal jako svatý“; Tibodo také svědčil pro beatifikační řízení a řekl: „Nikdy jsem neviděl u umírajícího muže vzhled jako jeho“.

## Beatifikace

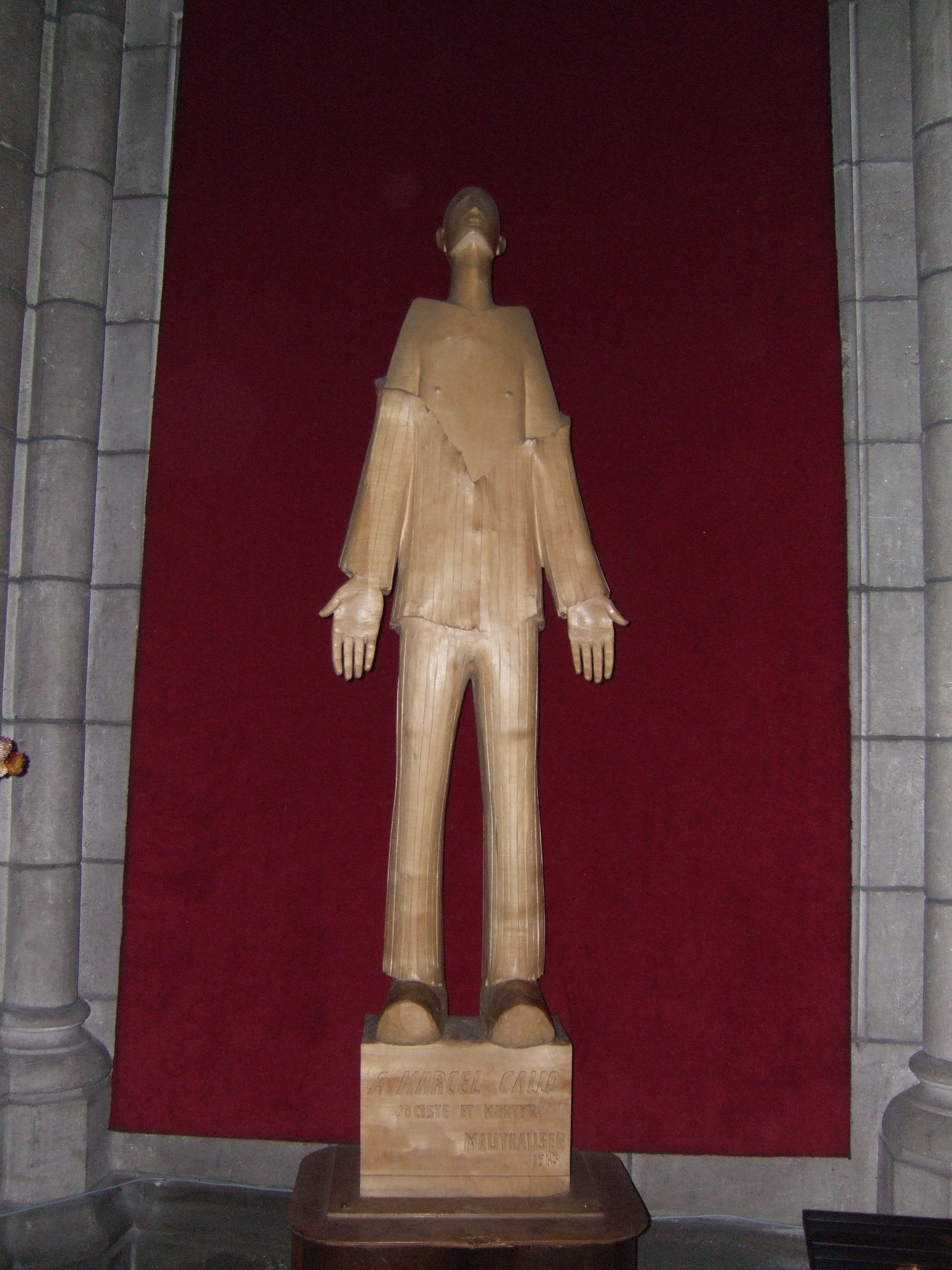
Socha ve městě Rennes

Proces beatifikace byl zahájen ve městě Rennes v diecézním procesu od 1. března 1968 do 19. března 1969, aby bylo možné zhodnotit jeho život, práci, na které se podílel, a způsob, jakým Callo zemřel „in Odium fidei“ (v nenávisti k víře). K tomu došlo navzdory skutečnosti, že formální zavedení věci přešlo pod papeže Jana Pavla II. dne 7. ledna 1982 aktem, který potvrdil Callovi posmrtný titul služebník Boží. Následně byl zahájen druhý proces, který umožnil Dikasteriu pro blahořečení a svatořečení vydat nařízení, vstoupivší v platnost 9. ledna 1987, a zahájit takzvanou „římskou fázi“, ve které Řím zahájil vlastní šetření.
Positio bylo v roce 1987 předáno do Říma k vyšetřování a poté, co jak teologové, tak i Dikasterium případ schválili, bylo předáno papeži, který 1. června 1987 potvrdil, že Callo skutečně zemřel kvůli nenávisti druhých k jeho křesťanské víře; to znamenalo, že mohl být blahořečen bez požadovaného zázraku. Jan Pavel II blahořečil Calla dne 4. října 1987.
V létě roku 2023 byl Marcel Callo jedním z patronů Světových dnů mládeže v Lisabonu .